# Сеньково (Селивановский район)
Сеньково — деревня в Селивановском районе Владимирской области России, входит в состав Волосатовского сельского поселения.

## География
Деревня расположена в 21 км на юго-запад от центра поселения посёлка Новый Быт и в 22 км на запад от райцентра рабочего посёлка Красная Горбатка.

## История
Первые сведения о деревне Сеньково в составе Замаричского прихода имеются в окладных книгах Рязанской епархии за 1676 год. По этим книгам в Сенькове имелись двор служень, 46 дворов крестьянских и 4 двора бобыльских.
В конце XIX деревня являлась центром Замаричской волости Судогодского уезда, с начала XX века — в составе Тучковской волости. В 1859 году в деревне числилось 41 двор, в 1905 году — 52 двора.
С 1929 года деревня входила в состав Скаловского сельсовета, позднее — в составе Волосатовского сельсовета Селивановского района.

## Население
| 1859 | 1905 | 1926 | 2002 | 2010 | 2021 |
| ---- | ---- | ---- | ---- | ---- | ---- |
| 250  | ↗298 | ↗354 | ↘12  | ↘2   | ↗3   |